# 小松屋喜八
小松屋 喜八（こまつや きはち、生没年不詳）とは江戸時代の江戸の地本問屋。

## 来歴
享保年間に江戸の湯島天神女坂下において地本問屋を営業している。小松屋伝七郎、伝四郎と同じ一族と思われる。羽川和元、奥村利信の漆絵を出版している。

## 作品
- 羽川和元 「竹に雀」 細判 漆絵 享保12年（1727年）
- 奥村利信 「三条勘太郎のみやこのおくにと嵐和歌野」 細判 漆絵 享保中期ころ